# Wilfried Petzi
Wilfried Petzi (geboren 1948 in Griesbach, Oberpfalz) ist ein deutscher Künstler. Als Fotograf ist er sowohl dokumentarisch wie frei unterwegs, als Musiker spielt er Gitarre in der Punk-, Post-Punk- und Neue-Deutsche-Welle-Band F. S. K.

## Leben
Petzi lernte die Fotografie von 1972 bis 1974 an der Bayerischen Staatslehranstalt für Photographie in München und arbeitet seither als Fotograf. 1977 war er bei der internationalen Fotoausstellung Rencontres d’Arles in der Auswahl für den Nachwuchspreis „Prix de Jeunes“.
An der Akademie der Bildenden Künste München lernte er 1978 Thomas Meinecke, Justin Hoffmann, Michaela Melián kennen, mit denen er die Zeitschrift „Mode und Verzweiflung“ (1978–1984) gründete. Von den Zeitungsmachern wurde 1980 die Band F.S.K. gegründet, die sofort bei Zickzack Records veröffentlichte.
Wie einige andere Bands der Punk und Post-Punk-Ära kamen die Musiker von F.S.K. aus der bildenden Kunst und verstanden ihre Musik als ästhetischen und politischen Ausdruck. Der Hippie-Zeit stellten sie die Subversion einer radikalen Affirmation gegenüber.
Petzi hatte von 1982 bis 1992 einen Lehrauftrag für Fotografie im Studiengang Kommunikations-Design der Fachhochschule München. 1989 erhielt er den Förderpreis für Fotografie der Landeshauptstadt München.
2008 bis 2013 betrieb er die Werkstatt für Fotografie an der Rainer-Werner-Fassbinder-Fachoberschule für Gestaltung in München. Sein Studio befindet sich im Münchner Stadtteil Sendling.

## Tätigkeit

### Fotograf
Als dokumentarischer und Porträt-Fotograf arbeitet Petzi überwiegend für Münchner und internationale Kulturinstitutionen. Für das Haus der Kunst, die Sammlung Goetz, den Kunstverein München, die Galerie Schöttle, weitere Museen und Galerien schafft er Bilder zur Begleitung von Ausstellungen und fertigt Künstlerporträts an. Für den Bayerischen Rundfunk porträtierte er Jahrzehnte lang die Künstlerinnen und Künstler, mit denen die Abteilung „Hörspiel und Medienkunst“ arbeitete.
Seine freien Arbeiten entstehen überwiegend ebenfalls im Kontext der bildenden Kunst. Mit „Rough Mix“ (2001) und „Gemischte Gefühle“ (2003) erschienen zwei Bücher bei Mosel & Tschechow, die seine Fotos mit Aufsätzen und anderen Beiträgen von Akteurinnen und Akteuren der Münchner Kunstszene kombinierten. Er dokumentiert darin, woraus die Stadt besteht: „Aus Orten und Räumen, die gefüllt werden mit Ideen, aus Orten, die dadurch erst einen Charakter bekommen.“
Beim Neubau der Geschichtswissenschaftlichen Fakultät der Ludwig-Maximilians-Universität München (Historicum) wurden 1999 zwei Fotoarbeiten von ihm unter dem Titel „Geschichtsbilder“ installiert.
Für das Kursbuch 184 erstellte er 2015 eine Bilderserie unter dem Titel „On the Road again“.
Für das Buch „OBI-oder das Streben nach Glück“ von 2016 schuf Petzi Fotos zu Texten von Karl Bruckmaier, die dessen These von der Baumarktisierung seiner Herkunftsregion in Niederbayern belegen. Mit Bruckmaier ging er anschließend auf Lesetour in die Region.

### Musik
Bei F.S.K. spielt Petzi in erster Linie Gitarre, aber bei Bedarf auch eine Vielzahl weiterer Instrumente: Mandoline, Banjo, Dobro, Posaune, Tamburin, Gesang, Pfeifen, Jodeln.
Besondere Projekte waren 2004 „Weisses Rauschen“, – Musik- und Textperformance mit Karl Bruckmaier und Kevin Coyne, Luitpold-Lounge, München und 2005 „Bambiland“ Musik mit F.S.K. zu einem Hörspiel mit Texten von Elfriede Jelinek für den Bayerischen Rundfunk.

## Ausstellungen
- 1986: „Heimat, deine Sterne“ – Gruppenausstellung, kuratiert von Veit Loers im Leeren Beutel, Regensburg
- 1991: „Fragende Bilder“ – Einzelausstellung, Galerie Mosel & Tschechow München
- 1993: „Krakovská 3“, Prag – Duo-Ausstellung mit Joseph Zehrer (über Steirischer Herbst, Graz)
- 2015: „Peter Sauerer und und und“ – Gruppenausstellung, Neue Galerie Landshut[11]

## Buchveröffentlichungen
- Rough Mix. Fotografien zur Kunst 1988–99. Mosel & Tschechow, 2001, ISBN 3-925987-21-5.
- Gemischte Gefühle. Fotografien zur Kunst 1995–03. Mosel & Tschechow, 2003, ISBN 3-925987-25-8.
- OBI-oder das Streben nach Glück. Fotos zu Texten von Karl Bruckmaier, Kursbuch-Edition im Murmann Verlag, 2016, ISBN 978-3-946514-16-9.